# إسماعيل بن عبيد الله بن أبي المهاجر
أبو عبد الحميد إسماعيل بن عبيد الله بن أبي المهاجر (61 هـ - 132 هـ) تابعي وفقيه، وأحد رواة الحديث النبوي، ووالي إفريقية في خلافة عمر بن عبد العزيز.

## سيرته
ولد إسماعيل بن عبيد الله سنة 61 هـ لأسرة من الموالي كان ولائها لبني الأرقم بن أبي الأرقم المخزوميين، وقد سكنت أسرته دمشق. اختاره الخليفة عبد الملك بن مروان لعلمه ليتولّى تأديب وتفقيه أبنائه، فتولّى إسماعيل تأديب سعيد ويزيد ومسلمة بني عبد الملك، والعباس بن الوليد بن عبد الملك.
وحين تولى عمر بن عبد العزيز الخلافة، اختار إسماعيل بن عبيد الله ليُوليّه إفريقية، فوليها إسماعيل مدة خلافة عمر بن عبد العزيز، وكان له دورًا كبيرًا في إسلام عامة البربر لحُسن سيرته. عُرف عن إسماعيل بن عبيد الله بن المهاجر تشدّده ضد آراء المعتزلة والقدرية. وقد توفي إسماعيل سنة 132 هـ في آخر خلافة مروان بن محمد قبل دخول العباسيون دمشق بثلاثة أشهر.

## روايته للحديث النبوي
- روى عن: السائب بن يزيد وأنس بن مالك وعبد الرحمن بن غنم الأشعري وأم الدرداء الصغرى[3] وخالد بن عبد الله بن حسين وعبد الرحمن بن عبد الله بن أم الحكم وعطاء بن يزيد الليثي وعلي بن عبد الله بن العباس وقبيصة بن ذؤيب الخزاعي وميسرة مولى فضالة بن عبيد وزيد بن نمران المذحجي وأبي صالح الأشعري وأبي عبد الله الأشعري وكريمة بنت الحسحاس المزنية.[2]
- روى عنه: عبد الرحمن الأوزاعي وسعيد بن عبد العزيز[3] وإسماعيل بن رافع المدني وربيعة بن يزيد وأبو المقدام رجاء بن أبي سلمة وسعيد بن بشير وعبد الله بن عبد الرحمن بن يزيد بن جابر وعبد ربه بن ميمون الأشعري وعبد الرحمن بن يزيد بن تميم وعبد الرحمن بن يزيد بن جابر وعبد الرزاق بن عمر الثقفي وابنه عبد العزيز بن إسماعيل بن عبيد الله وعمرو بن واقد وأبو محمد عيسى بن موسى القرشي وكلثوم بن زياد المحاربي ومحمد بن الحجاج القرشي ومحمد بن سعيد الشامي المصلوب ومحمد بن مهاجر الأنصاري ومدرك بن أبي سعد الفزاري ومنصور بن رجاء والهيثم بن عمران العنسي وابنه يحيى بن إسماعيل بن عبيد الله.[2]
- الجرح والتعديل: قال عنه الذهبي: «من الثقات العلماء»،[3] وذكره خليفة بن خياط في الطبقة الثالثة من أهل الشام،[6] وقد وثّقه العجلي[3] ويعقوب بن سفيان الفسوي ومعاوية بن صالح الأشعري والدارقطني[2] كما روى له الجماعة سوى الترمذي.[1]

## مكانته الدينية
قال عنه معن التنوخي: «ما رأيت في هذه الأمة زاهدا غير اثنين عمر بن عبد العزيز وإسماعيل بن عبيد الله»، وقال عبد الرحمن الأوزاعي: «كان مأمونا على ما حدّث»، وقال سعيد بن عبد العزيز: «كان ثقة، صدوقًا، ثبتًا»، وقال يحيى بن معين: «كان معلمًا».